# Цариха
Цариха — деревня в Харовском районе Вологодской области рядом с истоком реки Шапша из Шабзёрского озера.
Входит в состав Кумзерского сельского поселения, с точки зрения административно-территориального деления — в Кумзерский сельсовет.
Расстояние по автодороге до районного центра Харовска — 54 км, до центра муниципального образования Кумзера — 5 км. Ближайшие населённые пункты — Анфалиха, Терениха, Устречная, Тимошинская, Сиренская, Бильская, Пожарище.
По переписи 2002 года население — 8 человек.